# Municipio de Jackson (condado de Lucas)
El municipio de Jackson (en inglés: Jackson Township) es un municipio ubicado en el condado de Lucas en el estado estadounidense de Iowa. En el año 2010 tenía una población de 429 habitantes y una densidad poblacional de 4,54 personas por km².

## Geografía
El municipio de Jackson se encuentra ubicado en las coordenadas 41°2′7″N 93°30′14″O / 41.03528, -93.50389. Según la Oficina del Censo de los Estados Unidos, el municipio tiene una superficie total de 94.53 km², de la cual 94,32 km² corresponden a tierra firme y (0,23 %) 0,21 km² es agua.

## Demografía
Según el censo de 2010, había 429 personas residiendo en el municipio de Jackson. La densidad de población era de 4,54 hab./km². De los 429 habitantes, el municipio de Jackson estaba compuesto por el 96,74 % blancos, el 0,7 % eran afroamericanos, el 0,23 % eran amerindios y el 2,33 % eran de una mezcla de razas. Del total de la población el 0,93 % eran hispanos o latinos de cualquier raza.